# Time Travel
Time Travel è il terzo album in studio del gruppo musicale statunitense Never Shout Never, pubblicato nel 2011.

## Tracce
1. Time Travel – 5:37
2. Awful – 3:29
3. Silver Ecstasy – 3:19
4. Simplistic Trance-Like Getaway – 3:16
5. Robot – 4:44
6. Until I Die Alone – 4:12
7. Complex Heart – 4:16
8. Lost at Sea – 2:57

Tracce bonus
1. Time Travel (acoustic) – 5:16
2. Silver Ecstasy (acoustic) – 3:20
3. Time Travel (Andrew Goldstein Remix) – 3:57

## Formazione
- Christofer Drew Ingle – voce, chitarra, tastiera, piano, ukulele, programmazione, banjo, armonica
- Caleb Denison – batteria, percussioni, cori, chitarra
- Taylor MacFee – basso, cori
- Hayden Kaiser – chitarra, cori, percussioni